# Libertad versus licencia
En ética (filosofía moral) y filosofía del derecho, existe una distinción entre los conceptos de libertad de elección y licencia. El primero trata de los derechos del individuo; este último cubre el permiso expresado (o la falta de este) para que más de un individuo participe en una actividad.
Como resultado, las libertades generalmente incluyen derechos que generalmente son reconocidos (a menudo, no siempre, de manera incondicional) por el gobierno (y el acceso al cual se aplica teóricamente contra cualquier interferencia). Las licencias, por otro lado, se distribuyen a las personas que hacen uso de un elemento específico, expresando el permiso para usar el artículo o servicio bajo términos condicionales y límites de uso especificados.